# Rômulo (ur. 1990)
Rômulo, właśc. Rômulo Borges Monteiro (ur. 19 września 1990 w Picos) – piłkarz brazylijski, występujący na pozycji pomocnika.

## Kariera klubowa
Rômulo jest wychowankiem szkółki piłkarskiej Porto, dokąd trafił jako 14-latek w 2004. Od 2009 jest wypożyczony do CR Vasco da Gama. W Vasco 15 lipca 2010 w zremisowanym 0-0 meczu z Goiás EC Rômulo zadebiutował w lidze brazylijskiej. Z Vasco da Gama zdobył Copa do Brasil w 2011 (Rômulo wystąpił w obu meczach finałowych z Coritibą). W rozgrywkach Brasileirão wystąpił w 88 meczach, w których strzelił 7 bramek. W 2012 roku przeszedł do Spartaka Moskwa.

## Kariera reprezentacyjna
Rômulo w reprezentacji Brazylii zadebiutował 28 września 2011 w wygranym 2-0 towarzyskim meczu z reprezentacją Argentyny.